# Juanjo Guarnido

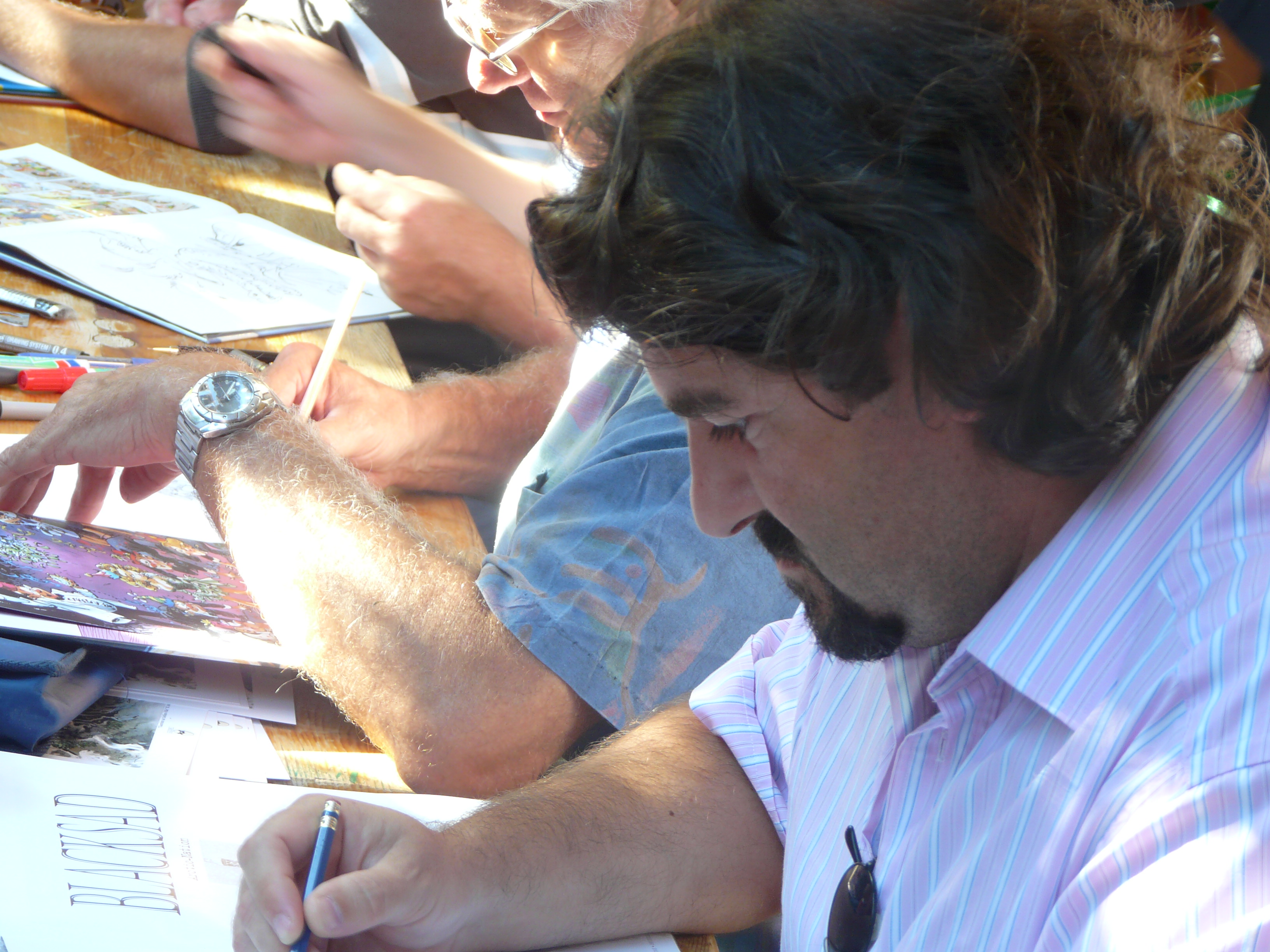
Juanjo Guarnido

Juanjo Guarnido (ur. 1967 w Grenadzie) – hiszpański grafik i rysownik komiksów.

## Życiorys
W rodzinnym mieście studiował malarstwo. W trakcie studiów współpracował z fanzinami i rysował drobne zamówienia dla wydawnictwa Marvel. W 1990 przeniósł się do Madrytu, gdzie pracował przez 3 lata dla stacji telewizyjnej. Tam poznał Juana Diaz Canales, z którym rozpoczął współpracę przy tworzeniu komiksów. W 1993 rozpoczął pracę w Walt Disney Studios i na stałe przeniósł się do Paryża.
Guarnido i Canales podpisali kontrakt z wydawnictwem Dargaud. 1 listopada 2000 ukazał się album Blacksad: Pośród cieni. Komiks odniósł wielki sukces: spodobał się czytelnikom i zdobył uznanie krytyki. Nagrodzono go m.in. Prix de la Découverte (najlepszy debiut) na Międzynarodowym Festiwalu Komiksu w szwajcarskim Sierre i wyróżnieniem francuskiego miesięcznika Avenir na Lys-lez-Lannoy Festival. W marcu 2003 ukazał się album W śnieżnej bieli, który zdobył Nagrodę Publiczności i Nagrodę za Najlepsze Rysunki na festiwalu w Angoulême (2004). Trzeci album – Red soul ukazał się w roku 2005.